# Бер'є
Бер'є (біл. вёска Бер'е) — село в складі Березинського району Мінської області, Білорусь. Село підпорядковане Дмитровицькій сільській раді, розташоване в східній частині області.